# Melkerij Sint-Bertinus
Melkerij Sint-Bertinus in het Belgische Poperinge, genoemd naar Sint-Bertinus, is een toonvoorbeeld van de evolutie van melk- en boterproductie in het begin van de 20e eeuw.

## Geschiedenis[1]
Na veel beraadslagingen werd begin 20ste eeuw in Poperinge beslist tot industrialisering van de boter- en melkproductie, enerzijds om tekorten of overaanbod te vermijden, maar ook om misbruik tegen te gaan van opkopers van boter op de markten. De modernisering hield ook in dat er geen nood meer zou zijn aan melkafromers.
In 1909 startte de industriële melkerij op onder leiding van directeur Camille Delaleau. De nieuwe organisatie telde 120 leden en samen produceerden ze maar liefst 3696 kilo's melk. Tot 1914 kende de melkerij een sterke groei.
Tijdens de Eerste Wereldoorlog viel de productie echter stil en werd de melkerij gebruikt door het leger.
Op 1 maart 1923 kon men opnieuw starten mits steun van de overheid en kon de melkerij verder uitbreiden. Melkerij Sint-Bertinus werd uiteindelijk een van de grootste zuivelfabrieken van België.
Tijdens de Tweede Wereldoorlog kon de melkerij wel blijven draaien en in 1944 startten ze met de kaasproductie. In 1947 kwam daarbovenop de productie van melkpoeder.
Mede door toenemende concurrentie van andere zuivelproducten en de toename van coöperatieven van melkerijen, sloten ze zich in 1963 aan bij de melkerij Sint-Livinus en Sint-Vedastus uit Elverdinge. Zo ontstond de vennootschap 'Zuivelfabriek Elvapo'.
Sinds 1969 vindt de productie niet meer plaats in Poperinge en doet de oude melkerij enkel nog dienst als stockageruimte en technische dienst.
In 1976 stopten alle activiteiten in de Melkerij Sint-Bertinus.
In 1986 werd de schoorsteen afgebroken om veiligheidsredenen.

## Afbeeldingen

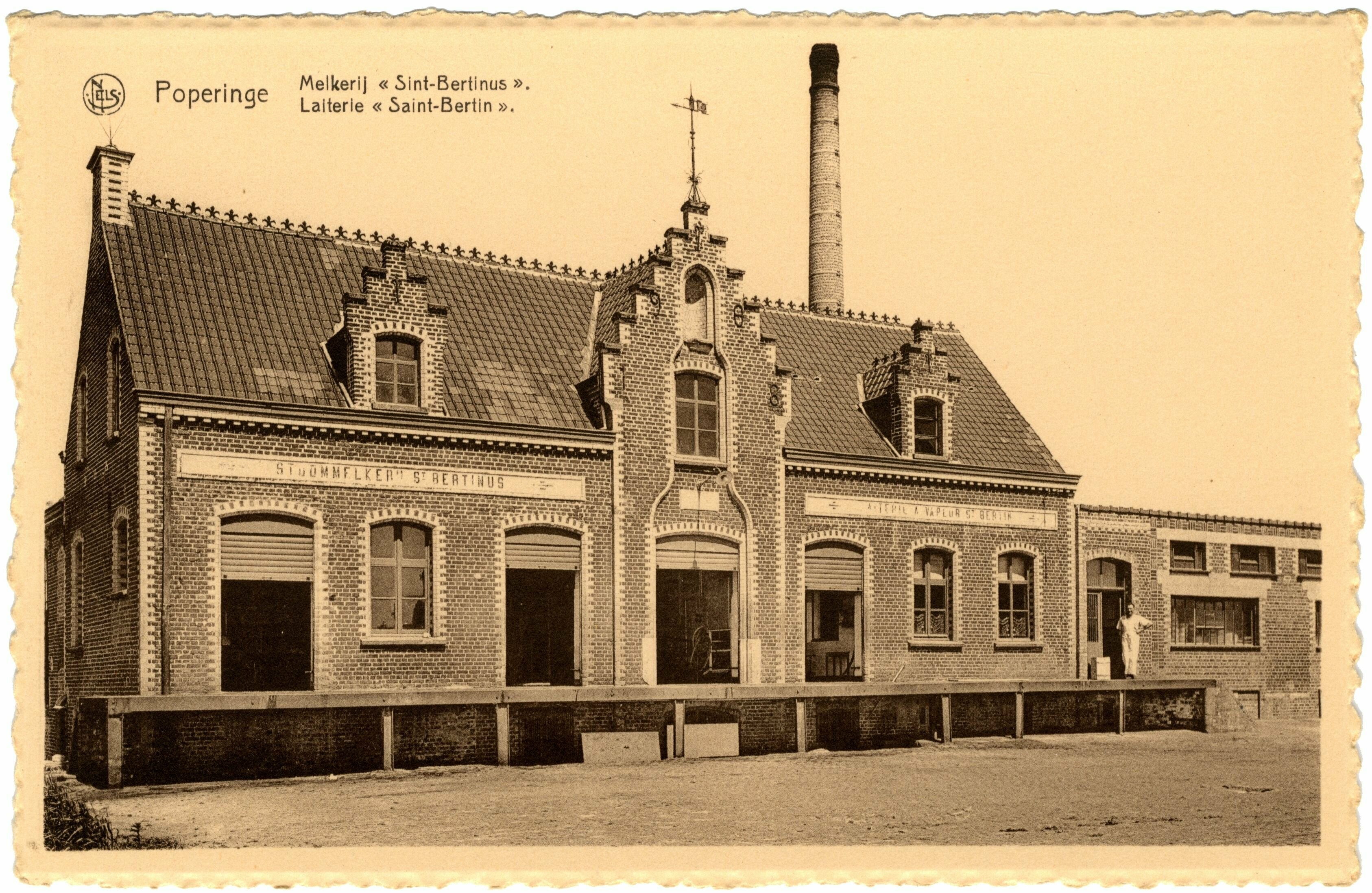
Melkerij Sint Bertinus jaren '40